# Aramon
Aramon ist eine sehr alte Rotweinsorte. Untersuchungen von Ferdinand Regner legen eine enge Verwandtschaft mit der Heunisch-Familie nahe.
Nach letzter Erhebung liegt die Rebfläche in Frankreich bei 3.304 (Stand 2007). Im Jahr 1998 waren immerhin noch 10.870 Hektar Rebfläche mit Aramon bestockt. Hauptanbaugebiet ist weiterhin das Languedoc. Daneben findet sie noch in den Ländern Algerien, Marokko, Portugal, Rumänien und Uruguay Verwendung, so dass weltweit ca. 8.000 Hektar bekannt sind.
Sie ist sehr ertragreich, liefert aber eher minderwertigen Rotwein mit wenig Farbe.
Zusammen mit der Sorte Teinturier du Cher war sie Kreuzungspartner für die Neuzüchtung Petit Bouschet, zusammen mit der von Hermann Jaeger gezüchteten Rebsorte Jaeger 70 für die Sorten Aramon du Gard und Flot Rouge. Später entstand zusammen mit der Sorte Petit Bouschet die Rebsorte Grand Noir de la Calmette.
Als Mutation aus der Sorte Aramon entstanden die Rebsorten Aramon Blanc und Aramon Gris.

## Anbaugeschichte
Ab Mitte des 19. Jahrhunderts bis weit ins letzte Jahrhundert, als in Südfrankreich fast ausschließlich Massenware produziert wurde, war sie die dominierende Traube im Languedoc, besonders im Département Hérault. Um 1870 belegte sie alleine dort 214.000 Hektar und war noch lange Zeit die meistangebaute Sorte in Frankreich. Selbst im Jahr 1958 wurden noch 150.230 Hektar bestockter Rebfläche in ganz Frankreich erhoben. Mit der Einführung eines flächendeckenden Schienennetzes in Frankreich wurden die preiswerten Weine des Massenträgers Aramon landesweit exportiert und garantierten ein verlässliches Einkommen der Winzer im Languedoc.
Ihr Niedergang begann, als 1955 in Frankreich die Klassifizierung der Rebsorten eingeführt und sie nicht als Qualitätsrebsorte klassifiziert wurde und somit keine Zulassung in den Appellationen Frankreichs fand. Daher hat sich die Strategie der Winzer auch in der Region drastisch gewandelt, die Rebe ist seit langem auf dem Rückzug und wird von anderen wie z. B. Carignan, Cinsault u. a. verdrängt, die wesentlich gehaltvollere Weine versprechen.

## Ampelographische Sortenmerkmale
In der Ampelographie wird der Habitus folgendermaßen beschrieben:
- Die Triebspitze ist offen. Sie ist leicht weißwollig behaart. Die Jungblätter sind spinnwebig behaart und gelbfarben gefleckt.
- Die großen Blätter (siehe auch den Artikel Blattform) sind dünn und nur schwach ausgeprägt dreilappig (selten fünflappig). Die Stielbucht ist V-förmig offen. Der Blattrand ist spitz gesägt. Die Zähne sind im Vergleich zu anderen Rebsorten eng gesetzt.
- Die walzen- bis kegelförmige Traube ist sehr groß (meist 400 – 600 gr schwer, vereinzelt bis zu 1 kg), geschultert und dichtbeerig. Die rundlichen Beeren sind groß. Sie sind bei Vollreife von tiefblauer bis schwarzer Farbe.

Die Rebsorte Aramon reift etwa 25 Tage nach dem Gutedel und gilt damit für eine Rebsorte international als spät reifend. Die Sorte gilt als sehr ertragsreich.
Aramon treibt früh aus und ist somit bei späten Frühjahrsfrösten gefährdet. Sie ist wenig empfindlich gegen die Pilzkrankheit Echter Mehltau, jedoch sehr empfindlich gegen den Falschen Mehltau, die Eutypiose sowie gegen die Grauschimmelfäule. Sie neigt zu Phytoplasmabefall. Der Phytoplasmenbefall führt zu Vergilbungskrankheiten wie die Goldgelbe Vergilbung (franz.: Flavescence dorée) oder auch die Schwarzholzkrankheit.
Während die Erträge in kargen Hanglagen bei niedrigen 50 bis 70 hl/ha liegen, kann er in fruchtbaren Ebenen auf 250 bis 400 hl/ha steigen.

## Synonyme
Die Rebsorte Aramon ist auch unter den Namen Amor Nao Me Deixes, Amor-Nao-Me-Deixes, Aramon, Aramon Blauer, Aramon Chernyi, Aramon Crni, Aramon Negro, Aramon Noire, Aramon Pignat, Aramon Pigne, Aramon Rozovyi, Aramon Saint Joseph, Aramone, Aramonen, Aramont, Arramant, Arramont, Benidicho, Burchard’s Prince, Burchardt’s Prince, Burchhard’s Prince, Burckarti Prinz, Burkhardt, Eramoul, Eromoul, Gros Bouteillan, Gros Boutellau, Kek Aramon, Okoerszen Kek, Pascale Di Nurri, Pisse Vin, Plant Riche, Plante Riche, Rabalaire, Ramonen, Reballaire, Revalaire, Revellaire, Rosa di Bitti, Toledana, Ugni Negre, Ugni Neru, Ugni Nevu, Ugni Noir, Uni Negre, Uni Noir bekannt.